# Emergence (2024)
Emergence (2024) – gala wrestlingu organizowana przez amerykańską federację Total Nonstop Action Wrestling (TNA), która była transmitowana na żywo za pomocą platformy TNA+. Odbyła się 30 sierpnia 2024 w Old Forester’s Paristown Hall w Louisville w stanie Kentucky. Była to piąta gala z cyklu Emergence, a zarazem piąta gala TNA+ Monthly Specials w 2024 roku.
Na gali odbyło się osiem walk, w tym dwie w pre-show Countdown to Emergence. W walce wieczoru, Nic Nemeth pokonał Josha Alexandera z wynikiem 3–2 w Iron man matchu i obronił TNA World Championship. W innej ważnej walce, która była walką otwierającą, Zachary Wentz pokonał obrońcę tytułu Mike’a Baileya, supergwiazdę NXT Rileya Osborne’a, Jasona Hotcha, Hammerstone’a i Laredo Kida w Ultimate X matchu i wygrał TNA X Division Championship. Wydarzenie to było także godne uwagi ze względu na debiut w TNA Johna Layfielda.

## Tło
14 czerwca 2024 na Against All Odds, Total Nonstop Action Wrestling ogłosiło że gala Emergence odbędzie się 30 sierpnia 2024 w Old Forester’s Paristown Hall w Louisville w stanie Kentucky.

## Rywalizacje
Emergence oferowało walki wrestlingu z udziałem różnych zawodników na podstawie przygotowanych wcześniej scenariuszy i rywalizacji, które są realizowane podczas cotygodniowych odcinków programu Impact!. Wrestlerzy odgrywają role pozytywnych (face) lub negatywnych bohaterów (heel), którzy rywalizują pomiędzy sobą w seriach walk mających budować napięcie.

### Pojedynek o TNA X Division Championship
1 sierpnia na odcinku TNA Impact!, ogłoszono Ultimate X match na Emergence, a walki kwalifikacyjne do gali mają się odbyć w następnym tygodniu. 8 sierpnia, TNA X Division Champion Mike Bailey pokonał Trenta Sevena i Jake’a Somethinga, aby zapewnić sobie obronę tytułu w Ultimate X. Później tej nocy, Zachary Wentz pokonał KC Navarro i wrestlera NXT Dantego Chena, stając się drugim wrestlerem, który awansował. W następnym tygodniu Riley Osborne z NXT i Jason Hotch zakwalifikowali się do Ultimate X po pokonaniu odpowiednio Chrisa Beya i Johna Skylera oraz Ace’a Austina i Richa Swanna. Tydzień później Hammerstone pokonał Kushidę i Frankiego Kazariana, a Laredo Kid pokonał Bhupindera Gujjara i Jai Vidala, stając się dwoma ostatnimi uczestnikami Ultimate X.

### Pojedynek o TNA World Championship
Na Slammiversary, Nic Nemeth i Josh Alexander rywalizowali w six-way elimination matchu o TNA World Championship, posiadanym wówczas przez Moose’a. Obaj dotarli do finałowej trójki po tym, jak Alexander uderzył Joe Hendry’ego low blowem, po czym go wyeliminował, przechodząc heel turn po raz pierwszy od 2021 roku. Nemeth wyeliminował następnie Alexandra i Frankiego Kazariana, aby zdobyć tytuł. Dwa tygodnie później na odcinku TNA Impact!, Alexander wystawił brata Nica, Ryana Nemetha, po walce tego ostatniego z Kazarianem, po czym skonfrontował się z Nicem po jego udanej obronie tytułu przeciwko Mustafie Ali. Tydzień później, Alexander w końcu wyjaśnił swoje działania na Slammiversary po kilku odmowach, stwierdzając, że jego praca utorowała drogę ludziom takim jak Hendry i Nemeth do prosperowania w TNA, ale ostatecznie została niedoceniona. Następnie Nemeth przerwał i zaatakował Aleksandra, obiecując mu walkę o tytuł, kiedy tylko zechce. Walka miała się odbyć w następnym tygodniu, ale niestety zakończył się remisem po przekroczeniu limitu czasowego. Kiedy Nemeth zażądał dodatkowych pięciu minut, Aleksander najpierw odmówił, ale zmienił zdanie dopiero po uderzeniu Nemetha low blowem. Wynik jednak byłby niezmienny ze względu na pogarszający się stan Nemetha. TNA ostatecznie ogłosiło, że Nemeth i Alexander stoczą rewanż o TNA World Championship na Emergence w 60-minutowym Iron man matchu.

### Joe Hendry, Mike Santana, "Broken" Matt Hardy i Jeff Hardy vs. Moose, Eddie Edwards, Brian Myers i JDC
Po Rebellion, The System (Moose, Brian Myers, Eddie Edwards i Alisha Edwards) rozpoczął feud z kilkoma zapaśnikami z TNA. "Broken" Matt Hardy, który powrócił do TNA na pełny etat po ponad 7 latach, zaatakował Moose’a po jego walce o TNA World Championship z Nickiem Nemethem, co jasno pokazało jego aspiracje do tytułu. Joe Hendry również stał się wrogiem The System po przypięciu Myersa w 16-osobowym intergender tag team matchu „Champions vs. All-Stars” 16 maja na odcinku TNA Impact!. Na Against All Odds, Hardy rzucił wyzwanie Moose’owi o TNA World Championship w Broken Rules matchu. W walce doszło do ciągłej ingerencji The System i wbiegnięcia żony Hardy’ego, Rebeki Hardy, co ostatecznie zakończyło się utrzymaniem tytułu Moose’a przeciwko Hardy’emu. Po walce The System i ich najnowszy członek Johnny Dango Curtis (JDC) nadal atakowali Matta i Rebeccę, aż połączone siły Hendry’ego, Nica i Ryana Nemetha oraz powracający Jeff Hardy rozpędzili ich wszystkich. Podczas drogi do Slammiversary System zaczął atakować Mike’a Santanę, który również wrócił do TNA na Rebellion z celem wygrania TNA World Championship. Podczas walki kwalifikacyjnej do tytułu mistrza świata Santany „Road to Slammiversary” z Frankiem Kazarianem 27 czerwca TNA Impact!, JDC wepchnął Santanę w słupek ringu poza zasięgiem wzroku sędziego, powodując jego krwawienie i przegraną przez wyliczenie. W następnym tygodniu, Hendry zakwalifikował się do walki o tytuł mistrza świata na Slammiversary. Dwa tygodnie później, The Hardys (Matt i Jeff) rzucili wyzwanie ówczesnym TNA World Tag Team Championom Myersowi i Edwardsowi o tytuły, ale ponownie ponieśli porażkę dzięki interwencji JDC. Po walce The System zranił Jeffa w szyję, wyłączając go z występów na około miesiąc. Kiedy Jeff był ciągnięty na noszach, Matt odkrył, że JDC również zaatakował Rebeccę za kulisami. Skończyło się to na Slammiversary, gdzie Matt pokonał JDC, a podczas walki eliminacyjnej o tytuł TNA World Title Hendry wyeliminował Moose’a, powodując utratę tytułu przez tego ostatniego. Przez następny miesiąc, System wznowił rywalizację z Santaną, jednocześnie mając do czynienia z Hendrym. Po bójce na parkingu 8 sierpnia TNA Impact!, Moose pokonał Santanę w następnym tygodniu po tym, jak The System zaatakował go za kulisami przed walką. Mieli później zaatakować Santanę, dopóki Hendry nie przyszedł mu z pomocą, który ujawnił, że Moose i JDC zmierzą się z The Hardys w tag team matchu w przyszłym tygodniu. The Hardys wyszedli zwycięsko, zanim wdali się w bójkę u boku Hendry’ego i Santany z The System. Następnie TNA ogłosiło na swojej stronie internetowej, że Hendry, Santana i The Hardys zmierzą się z The System (Moose, Myers, Edwards i JDC) w eight-man tag team matchu na Emergence.

### Pojedynek o TNA Digital Media Championship i Canadian International Heavyweight Championship
1 sierpnia na odcinku TNA Impact!, PCO i Steph De Lander wzięły udział w ceremonii ślubnej, która była kulminacją rozwijającego się romansu między nimi. Jednak segment został rozbity przez powracającego Matta Cardonę, partnera tag teamowego De Lander na scenie niezależnej. Początkowo wydawał się serdeczny, a nawet miał prezent dla pary, co okazało się kamieniem węgielnym, gdy Cardona zaatakował PCO i nieumyślnie uderzył dyrektora władz TNA Santino Marellę, który przewodniczył ceremonii, gdy próbował zabrać ze sobą De Lander. Cardona zrujnował także miesiąc miodowy PCO i De Lander, ponownie zabierając PCO z pomocą dwóch nieznanych asystentów. 15 sierpnia Marella zagroził, że pozwie Cardonę za atak na niego podczas ślubu, jeśli tej nocy nie zapisze się na walkę z PCO. Cardona przedstawił tę propozycję six-man tag team matchu w przyszłym tygodniu z nim, De Lander i tajemniczym partnerem przeciwko PCO, Rhino i Xii Brookside (odpowiednio drużbie i druhnie na weselu). Jednak Cardona twierdził, że nie został oczyszczony medycznie z powodu rozdarcia mięśnia piersiowego, którego wcześniej doznał, co dało De Lander dwóch nowych partnerów, Kona i Madmana Fultona; niestety przegrali, ku wielkiemu rozczarowaniu Cardony i uldze De Lander. Singles match PCO i Cardony zostałby wówczas podpisany na Emergence, ale Cardona twierdził, że kontuzja ponownie pogorszyła się na treningu. Następnie powiedział Marelli, że na gali będzie miał kolejnego tajemniczego przeciwnika dla PCO.

## Wyniki walk
| Nr                                                                   | Wyniki | Stypulacje                                                                                       | Czas  |
| -------------------------------------------------------------------- | --- | ------------------------------------------------------------------------------------------------ | ----- |
| 1P                                                                   | Frankie Kazarian pokonał Kushidę poprzez pinfall | Singles match                                                                                    | 9:57  |
| 2P                                                                   | PCO (c) pokonał Sherę (z Matt Cardoną) poprzez pinfall | Singles match o TNA Digital Media Championship i Canadian International Heavyweight Championship | 5:58  |
| 3                                                                    | Zachary Wentz pokonał Mike’a Baileya (c), Rileya Osborne’a, Jasona Hotcha, Hammerstone’a i Laredo Kida                                                                    | Ultimate X match o TNA X Division Championship                                                   | 10:23 |
| 4                                                                    | Steve Maclin pokonał Erica Younga poprzez pinfall | Singles match                                                                                    | 9:53  |
| 5                                                                    | Jordynne Grace i Spitfire (Dani Luna i Jody Threat) pokonały Ash by Elegance i The Malisha (Alishę Edwards i Mashę Slamovich) (z The Personal Conciergem) poprzez pinfall | Six-knockout tag team match                                                                      | 8:03  |
| 6                                                                    | ABC (Ace Austin i Chris Bey) (c) pokonali Fir$t Cla$$ (A. J. Francisa i KC Navarro) poprzez pinfall                                                                       | Tag team match o TNA World Tag Team Championship                                                 | 11:40 |
| 7                                                                    | The System (Moose, Eddie Edwards, Brian Myers i JDC) pokonali Joe Hendry’ego, Mike’a Santanę i The Hardys ("Broken" Matta Hardy’ego i Jeffa Hardy’ego) poprzez pinfall    | Eight-man tag team match                                                                         | 19:17 |
| 8                                                                    | Nic Nemeth (c) pokonał Josha Alexandera z wynikiem 3–2 | 60-minutowy Iron Man match o TNA World Championship                                              | 60:00 |
| (c) – mistrz/mistrzyni przed walkąP – walka miała miejsce w pre-show | |                                                                                                  |       |

### Iron Man match
| Wynik | Wrestler       | Decyzja | Notka                                               | Czas  |
| ----- | -------------- | ------- | --------------------------------------------------- | ----- |
| 1–0   | Nic Nemeth     | Pinfall | Nemeth przypiął Alexandera ruchem inside cradle     | 10:55 |
| 2–0   | Nic Nemeth     | Pinfall | Nemeth przypiął Alexandera po wykonaniu Danger Zone | 24:31 |
| 2–1   | Josh Alexander | Pinfall | Alexander przypiął Nemetha po wykonaniu C4 Spike    | 44:03 |
| 2–2   | Josh Alexander | Pinfall | Alexander przypiął Nemetha po wykonaniu C4 Spike    | 44:46 |
| 3–2   | Nic Nemeth     | Pinfall | Nemeth przypiął Alexandera po wykonaniu C4 Spike    | 59:49 |